# Sigaraia

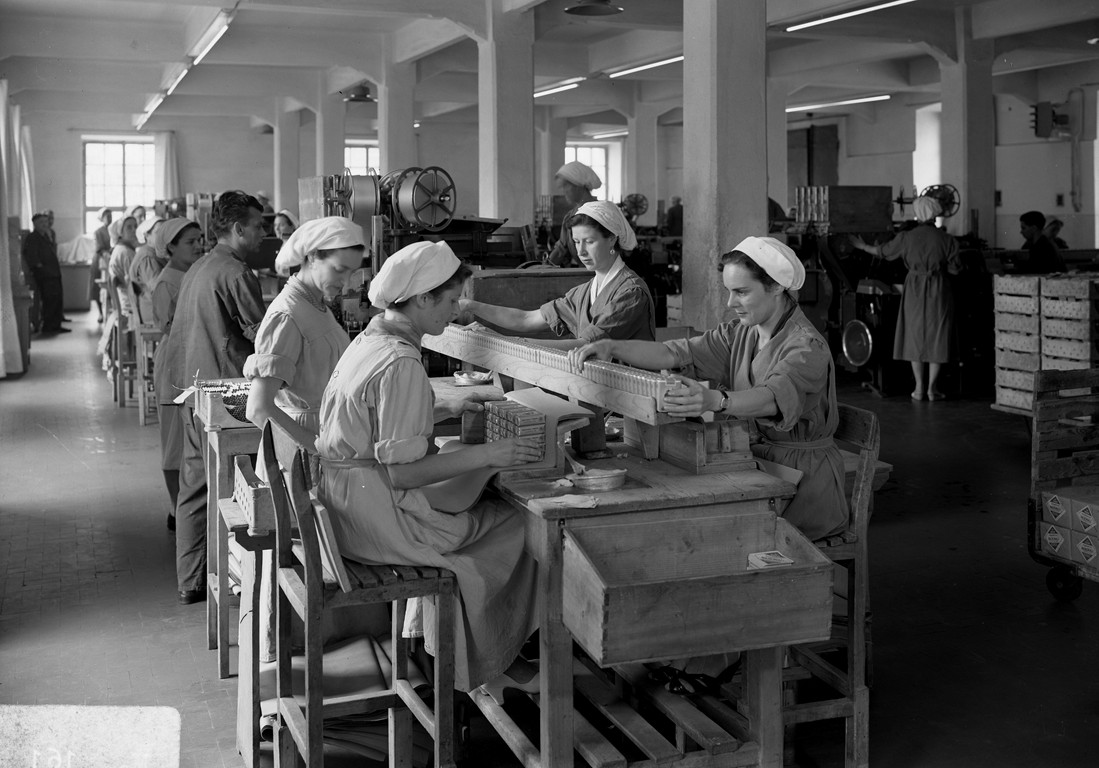
Le "zigherane" (sigaraie) al lavoro, Manifattura tabacchi di Borgo Sacco a Rovereto, 1950.

La sigaraia è una operaia specializzata nella fabbricazione di sigari.
Il lavoro della sigaraia consiste inizialmente nello scartare le foglie peggiori del tabacco; successivamente la lavoratrice, in base alla propria esperienza, deve essere in grado di separare le foglie destinate a costituire il ripieno del sigaro da quelle che devono andare a costituire l'involucro, le quali vengono in seguito lavorate attraverso dei particolari tagli (da una foglia di grandezza media si possono ricavare quattro involucri per rivestire il ripieno dei sigari). In un secondo momento, una volta terminato il lungo ciclo di fermentazione delle foglie, si svolge la produzione vera e propria del sigaro.
Il termine "sigaraia" è stato anche utilizzato per indicare la professione delle donne che vendevano sigari e sigarette nei locali pubblici.

## Storia

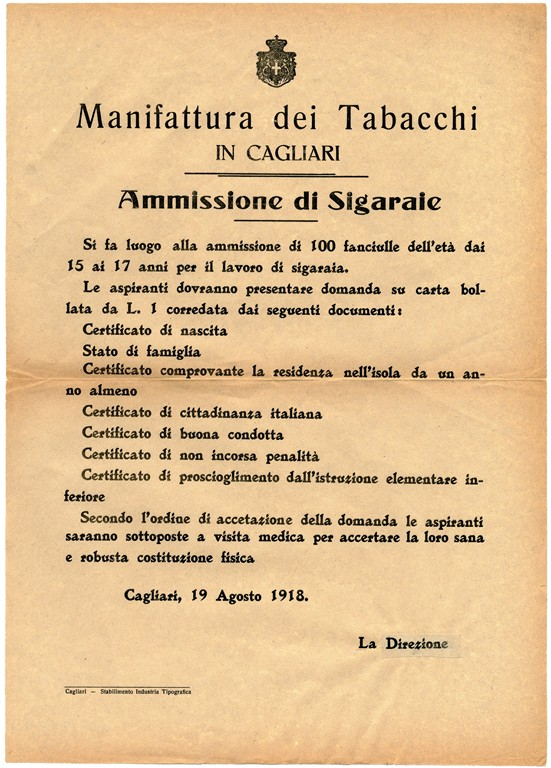
Manifattura Tabacchi di Cagliari, bando di concorso per l'assunzione di 100 sigaraie dai 15 ai 17 anni, 1918.

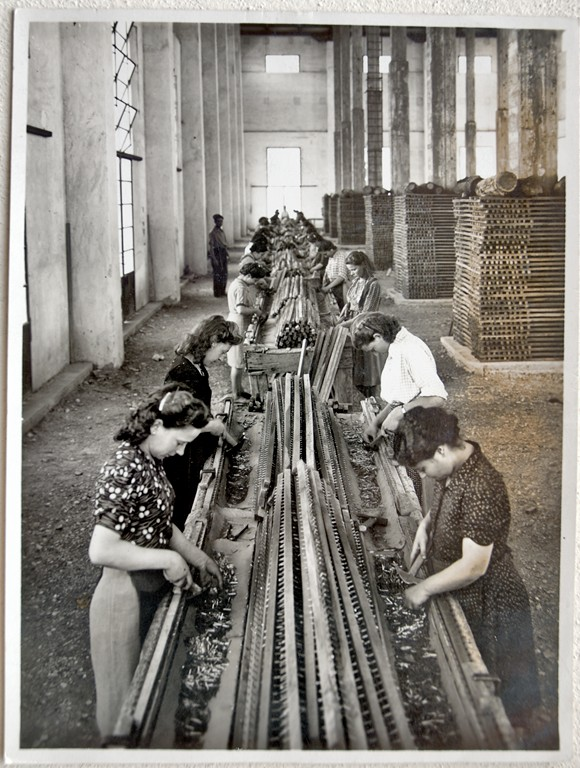
Operaie al lavoro del tabacchificio Centola di Pontecagnano (Salerno), 1944

Il progressivo mutamento dell'organizzazione e della tecnologia è certo uno degli elementi che maggiormente contribuiscono a trasformare i ruoli e le funzioni del lavoro di trasformazione della foglia del tabacco; per ciò che riguarda tale settore, durante il XIX secolo cominciano ad acquisire grande importanza, non solo economica ma anche sociale, le manifatture, cioè gli “impianti accentrati dove la foglia, dopo adeguati trattamenti chimici, meccanici e soprattutto manuali, veniva trasformata in prodotti pronti per il consumo” (G. Pedrocco).
In questo senso, la donna – con la sua abilità manuale e la sua straordinaria pazienza - risulta essere di importanza capitale.
Per lo svolgimento di molte delle mansioni che si sviluppano all'interno degli opifici preposti alla lavorazione di questo materiale, assume un particolare rilievo la manodopera femminile. La produzione dei sigari, in misura particolare, è quella che maggiormente necessita la notevole abilità manuale delle operaie. 
(G. Pedrocco)
Questa nuova figura di operaia specializzata finisce con il conferire un maggiore rilievo alla presenza femminile dal momento che proprio alle donne viene affidata la parte più delicata del lavoro manifatturiero. 
(L. Garbini)
In una realtà in cui il lavoro delle donne è spesso relegato in ambito familiare, le sigaraie rappresentano una presenza singolare per il sistema sociale ed economico del tempo.
I profondi mutamenti avvenuti all'interno stesso della struttura famigliare spingono a ricercare soluzioni alternative che possano permettere alle donne di lavorare lontano dalle proprie case. 
Il lavoro delle sigaraie è sottoposto al controllo di un'articolata gerarchia di fabbrica: innanzitutto vi sono le maestre, le quali hanno il compito di esaminare il lavoro ad addestrare le operaie, che vengono scelte fra le operaie più esperte e con la condotta maggiormente esemplare. Altre figure gerarchiche femminili, perlopiù con ruoli precari ed occasionali, sono le ricevitrici, addette al controllo immediato del lavoro, le istruttrici e le controllatrici, addette a pesare e a contare i sigari prodotti. Il lavoro che si svolge all'interno della manifattura è, dunque, soggetto a regole ed orari rigorosissimi. 
(La Manifattura Tabacchi: 1854-1978)
Sopra di loro vi è, infine, il caporeparto, un ruolo maschile con un compito più complessivo di comando e organizzazione del lavoro. 
(L. Giovanelli)
I rigorosi controlli, che vengono eseguiti sulla qualità dei sigari, sulla quantità del tabacco consumato e più in generale della tempistica dell'attività lavorativa, garantiscono quel livello qualitativo del prodotto che è necessario alle amministrazioni statali.
Con l'introduzione delle prime macchine per la produzione delle sigarette il lavoro all'interno della Manifattura cambia in maniera radicale e con esso muta anche il ruolo della manodopera femminile. Il mestiere si fa di colpo più spersonalizzante, perde il suo carattere artigianale. La macchina, ora, si occupa di impastare il tabacco, non le dita agili delle donne; la competizione sulla capacità professionale non ha più ragione di esistere e quella che prima ricopriva l'importante ruolo dell'artigiana della foglia diviene, dunque, un'operaia comune.

## Nell'arte e nei media
- Carmen, la sigaraia della lirica
- La sigaraia del Mossel'prom (Папиросница от Моссельпрома, Papirosnica ot Mossel'proma), film muto sovietico. Commedia in bianco e nero diretta nel 1924 da Jurij Željabužskij.